# Call of Duty: Black Ops Cold War
Call of Duty: Black Ops Cold War – strzelanka pierwszoosobowa, stworzona przez Treyarch i Raven Software. Tytuł został wydany przez Activision 13 listopada 2020 na platformy Microsoft Windows, PlayStation 4, PlayStation 5, Xbox One i Xbox Series S/X. Jest to siedemnasta odsłona Call of Duty w historii serii, a także szósta w podserii Black Ops. Gra jest bezpośrednim sequelem wydanej w 2010 gry Call of Duty: Black Ops.
Akcja Black Ops Cold War rozgrywa się we wczesnych latach 80. podczas zimnej wojny. Kampania śledzi losy oficera Centralnej Agencji Wywiadowczej Russella Adlera ścigającego rzekomego sowieckiego szpiega, Perseusza, który obrał za swój cel obalenie rządu Stanów Zjednoczonych i przechylenie szali zwycięstwa na stronę Związku Radzieckiego. Moduł wieloosobowy będzie zawierał nowe tryby gry, bardziej rozbudowane opcje dostosowywania rozgrywki oraz nową dynamikę i elementy map.

## Rozgrywka

### Kampania
Akcja Call of Duty: Black Ops Cold War toczy się na początku lat 80. podczas zimnej wojny. Historia jest inspirowana prawdziwymi wydarzeniami, a kampania obejmuje takie lokalizacje jak Berlin Wschodni, Wietnam, Turcja czy radziecka siedziba KGB. Gracze mogą stworzyć własną postać o kryptonimie Bell, mając przy tym możliwość ustawienia różnych odcieni skóry, pochodzenia etnicznego czy płci, a także różnych cech osobowości, zapewniających odpowiednie perki w grze. Kampania będzie miała wiele zakończeń w zależności od decyzji podjętych przez gracza w trakcie kampanii.

### Moduł wieloosobowy
Moduł wieloosobowy zawiera nowe i powracające tryby gry, a także mapy obsługujące zarówno tradycyjny format 6 na 6 osób, jak i większe walki 12 na 12 osób. Gra wprowadziła także nowy tryb gry o nazwie „Fireteam”, który może obsługiwać do 40 graczy. Powraca system Create-a-Class z Modern Warfare z dwiema znaczącymi różnicami: ulepszenia są od teraz częścią wyposażenia klas, a każda klasa ma do wyboru jedną dziką kartę z czterech. Moduł będzie obsługiwać rozgrywkę międzyplatformową. Ponadto system progresu w module wieloosobowym zostanie zintegrowany z Call of Duty: Warzone, co oznacza, że sprzęt i broń odblokowane w grze mogą być używane w Warzone i odwrotnie. 

### Tryb Zombies
Black Ops Cold War Zombies zawiera nową fabułę zatytułowaną „Dark Aether”. Stanowi ona rozwinięcie oryginalnej, zakończonej w Black Ops 4 historii Aether, a jednocześnie nawiązuje do wątków z głównej kampanii. Zamiast grać jako predefiniowane postacie, gracze mogą wcielić się w Operatorów z modułu wieloosobowego w ramach zespołu reagowania CIA o kryptonimie „Requiem”. Jako że gracze mogą używać dowolnej broni w rozgrywce Zombies – łącznie z Rusznikarzem, seriami punktów i ulepszeniami w polu, a także takimi powracającymi mechanizmami jak automaty, Mystery Boksy, Zestawy Uderzeniowe oraz najczęściej wybierane przez fanów perki – progresja i wyposażenie z modułu wieloosobowego mogą zostać wykorzystane w Zombies. Nowy tryb gry, Zombies Onslaught, będzie dostępny wyłącznie dla posiadaczy PlayStation do 1 listopada 2021 r. Wziąć w nim udział może maksymalnie dwóch graczy. Tryb rozgrywany jest na mapach z modułu wieloosobowego i polega on na obronie obszarów uziemionych przez kulę Dark Aether, która jest zasilana poprzez zabijanie zombie. Odpowiednie ilości zabójstw przesuwają kulę w nowe miejsca, zmuszając graczy do decydowania, czy chcą zmienić pozycję czy zginąć poza polem ochronnym kuli.